# ...Squérez?
...Squérez? è l'unico album del gruppo musicale italiano Lùnapop, pubblicato il 30 novembre 1999. L'uscita è stata anticipata dal successo del brano 50 Special nell'estate dello stesso anno. Gli altri singoli estratti sono stati Un giorno migliore, Qualcosa di grande, Resta con me e Vorrei, anche questi con ottimi riscontri. Il brano Se ci sarai è stato invece pubblicato come singolo promozionale.
Dopo questo disco la carriera dei Lùnapop si interrompe; il frontman Cesare Cremonini, con il bassista Ballo, intraprenderà una carriera solista con l'uscita nel 2002 dell'album Bagus.

## Descrizione
Il titolo del disco, nel «linguaggio Lùnapop» significa "merda" o "diarrea", e viene da loro considerata un'espressione beneagurante. Alla fine dell'album, tre minuti di silenzio dopo la conclusione di Silvia stai dormendo (5:03-8:03), è presente una traccia fantasma, della durata di 52 secondi (8:03-8:55): si tratta di una bambina che canta alcuni versi della prima strofa de Il pagliaccio, brano che Cremonini ha poi ripreso e registrato per inserirlo nel suo terzo album da solista, Il primo bacio sulla Luna, pubblicato nove anni dopo.
L'album ha raggiunto il primo posto in classifica il 22 giugno 2000, mantenendolo per ben tredici settimane consecutive, fino al 14 settembre. È risultato il terzo disco più venduto in Italia nell'anno 2000, dietro solo The Beatles 1 e Supernatural di Carlos Santana. In meno di due anni ha totalizzato più di un milione di copie vendute.
Il 5 dicembre 2000 il disco è stato ripubblicato nella versione "Special 2000" in doppio CD, con l'aggiunta degli inediti La fiera dei sogni e Walter ogni sabato è in trip (entrambi nel secondo disco), più alcune versioni live dei brani. In Spagna è uscita anche una versione speciale con alcune canzoni eseguite in lingua spagnola, il 29 gennaio 2001.
Durante tutto il 2000 la canzone Vorrei viene utilizzata come musica per lo spot televisivo della compagnia telefonica TIM. Nella traccia Se ci sarai, a cantare è il batterista Alessandro De Simone e non Cesare Cremonini. Una versione cantata da Cremonini è stata inserita nella riedizione dell'album e pubblicata come singolo nel 2001.
Dopo sedici dischi di platino, nel giugno del 2022, a quasi ventitré anni dalla pubblicazione, l'album ha vinto il suo diciassettesimo e primo disco di platino nell’era dello streaming.

## Tracce
Testi e musiche di Cesare Cremonini, eccetto dove indicato.
1. Qualcosa di grande – 4:27
2. Un giorno migliore – 4:10
3. 50 Special – 3:27
4. Resta con me – 4:11 (Cesare Cremonini, Alessandro De Simone)
5. Vorrei – 2:20
6. Se ci sarai – 3:52 (Alessandro De Simone)
7. Metrò – 3:20
8. Niente di più – 4:01
9. Cara Maggie – 4:28
10. Zapping – 5:15
11. Questo pianoforte – 3:36
12. Silvia stai dormendo – 8:55

### EdizioneSpecial 2000
CD 1
1. Qualcosa di grande – 4:27
2. Un giorno migliore – 4:10
3. 50 Special – 3:27
4. Resta con me – 4:11 (Cesare Cremonini, Alessandro De Simone)
5. Vorrei – 2:20
6. Se ci sarai – 3:52 (Alessandro De Simone)
7. Metrò – 3:20
8. Niente di più – 4:01
9. Cara Maggie – 4:28
10. Zapping – 5:15
11. Questo pianoforte – 3:36
12. Silvia stai dormendo – 5:03

CD 2
1. 50 Special (Unplugged) – 3:30
2. La fiera dei sogni (Inedito) – 3:14
3. Niente di più (Live) – 5:03
4. Questo pianoforte (Live) – 2:28
5. Vorrei (Live) – 3:33
6. Walter ogni sabato è in trip (Inedito) – 4:59
7. Un giorno migliore (Quiet) – 4:11

### Edizione spagnola
1. Algo grande – 4:27
2. Un día mejor – 4:10
3. Vespa special – 3:27
4. Resta con me – 4:11 (Cesare Cremonini, Alessandro De Simone)
5. Vorrei – 2:20
6. Si tú estás – 3:52 (Alessandro De Simone)
7. Metrò – 3:20
8. Niente di più – 4:01
9. Cara Maggie – 4:28
10. Zapping – 5:15
11. Questo pianoforte – 3:36
12. Silvia stai dormendo – 5:03
13. Qualcosa di grande (Traccia bonus) – 4:27
14. Un giorno migliore (Traccia bonus) – 4:10
15. 50 Special (Traccia bonus) – 3:27
16. Se ci sarai (Traccia bonus) – 3:52 (Alessandro De Simone)

## Formazione
Gruppo
- Cesare Cremonini – voce, pianoforte
- Nicola "Ballo" Balestri – basso
- Michele "Mike" Giuliani – chitarra elettrica
- Gabriele "Gabri" Gallassi – chitarra acustica
- Alessandro "Lillo" De Simone – batteria, voce in Se ci sarai

Altri musicisti
- Paolo Ghetti – basso
- Andrea Morelli – chitarra elettrica
- Fabio Sartoni – batteria
- Andrea Capoti - batteria
- Ronny Aglietti – basso
- Pier Foschi - batteria

## Classifiche

### Classifiche settimanali
| Classifica (2000) | Posizione massima |
| ----------------- | ----------------- |
| Italia            | 1                 |
| Svizzera          | 18                |

### Classifiche di fine anno
| Classifica (2000) | Posizione |
| ----------------- | --------- |
| Europa            | 37        |
| Italia            | 3         |
| Classifica (2001) | Posizione |
| Italia            | 24        |